# Бенедикт Ваґнер
Бенедикт Ваґнер (нім. Benedykt Wagner; ? — ?) — австрійський лікар, доктор хірургії[джерело?], магістр акушерства, професор спеціальної патології і хірургії (1815—1848), ректор Львівського університету (1847—1848).

## Життєпис
Закінчив медичний факультет Віденського університету. Працював у Віденському ветеринарному інституті, був військовим лікарем, радником Австрійського імператорського двору. У 1813—1816 роках викладав медицину та ветеринарію у Медико-хірургічному інституті Львівського університету, а в 1816—1848 роках був професором спеціальної патології та хірургії Львівського університету; від 1816 року — головний хірург в загальному шпиталі м. Львова.
Відомий меценат: у 1852 році подарував велику власну книгозбірню бібліотеці Оссолінських.
Напрями наукових досліджень: питання зупинки затяжних, сильних кровотеч, використання антисептиків, запропонував застосувати розчин хлорного вапна з метою знищення міазмів (отруйних випарів) при чумі великої рогатої худоби.

## Праці
- «Eine Aufloesung des Chlorkalkes zur Tilgung des Miasma der Rinderpest» (1829),
- «Ueber Stillung hartnaeckiger Nachblutungen aus Blutegelwunden» (1833),
- публікації у «Med Jahrb Oest. Staates».